# アレクサンドラ・ウォズニアク
アレクサンドラ・ウォズニアク（Aleksandra Wozniak, 1987年9月7日 - ）は、カナダ・ケベック州モントリオール出身の女子プロテニス選手。2008年7月にWTAツアーでシングルス初優勝を挙げ、ケベック出身の女子選手として最初のツアー優勝者になった。自己最高ランキングはシングルス21位、ダブルス136位。日本語では「ウォズニアック」の表記も多い。（彼女の姓は、デンマークのキャロライン・ウォズニアッキと間違えやすい。）

## 来歴
彼女の両親はポーランド人で、父親はポーランドの元プロサッカー選手であった。アレクサンドラはカナダ・ケベック州モントリオールで生まれ、父親の手ほどきで3歳からテニスを始めた。2001年からカナダ国内の小規模なトーナメントに出場し始め、2004年から女子テニス国別対抗戦・フェドカップのカナダ代表選手に選ばれる。2005年11月にプロ転向。2006年の全豪オープンから4大大会の予選会に挑戦し始めたが、最初の1年間は予選会を突破できなかった。2007年全豪オープンから本戦直接出場できるようになったが、この年はすべて1回戦敗退に終わっている。2007年全仏オープンの開幕直前、5月中旬のモロッコ・フェズ大会で初めて女子ツアー大会の決勝に進んだが、この時はミラグロス・セケラに 1-6, 3-6 で敗れて準優勝になった。
2008年の全仏オープンで、ウォズニアクは初めてシングルスの3回戦に進出した。1回戦で第20シードのシビル・バンマーを 6-0, 6-2 のスコアで圧倒し、2回戦はアクグル・アマンムラドワ（ウズベキスタン）と接戦を繰り広げた後、3回戦で第11シードのベラ・ズボナレワに 2-6, 2-6 で完敗している。ウィンブルドンでは、2回戦でキャロライン・ウォズニアッキに敗れた。ウィンブルドン終了後、アメリカ・カリフォルニア州スタンフォード開催の「バンク・オブ・ザ・ウエスト・クラシック」でツアー初優勝を達成。ウォズニアクは予選3試合を勝ち抜いた後、本戦の決勝でマリオン・バルトリを 7-5, 6-3 で破って優勝した。これはケベック州出身の女子テニス選手による最初のWTAツアータイトルであったことから、2008年8月に彼女の居住地であるブランビル市が「ウォズニアクビル」（Wozniakville）と1日間改名を行ったほど、カナダ国内外から大きな賞賛を得た。
バンク・オブ・ザ・ウエスト・クラシック優勝の後、10月のジャパン・オープンで来日し、カイア・カネピとの準決勝まで勝ち進む。2009年の全豪オープンで、アレクサンドラ・ウォズニアクは初めて「第30シード」に選ばれ、カナダの女子選手としてヘレン・ケレシ以来となる4大大会女子シングルスのシード選手になったが、1回戦でザビーネ・リシキに 4-6, 3-6 で敗退する。続く全仏オープンで、ウォズニアクは第24シードから初の4回戦進出を決め、前年の3回戦を上回る自己最高成績を出した。この4回戦では、第2シードのセリーナ・ウィリアムズに 1-6, 2-6 で完敗した。この後全米オープンでも初の3回戦に進み、第10シードのフラビア・ペンネッタに 1-6, 1-6 で敗れた。
2012年7月のロンドン五輪でオリンピックに初出場した。シングルスでは2回戦でビーナス・ウィリアムズに 1-6, 3-6 で敗れた。
ウォズニアクはフェドカップのカナダ代表選手として、チームの通算勝利数歴代1位記録保持者になった。2018年に31歳で現役を引退した。

## WTAツアー決勝進出結果

### シングルス: 3回 (1勝2敗)
| 大会グレード          | 大会グレード                 |
| 2008年以前            | 2009年以後                   |
| --------------------- | ---------------------------- |
| グランドスラム (0–0)  |                              |
| WTAファイナルズ (0–0) |                              |
| ティア I (0–0)        | プレミア・マンダトリー (0-0) |
| ティア I (0–0)        | プレミア5 (0-0)              |
| ティア II (1–0)       | プレミア (0–0)               |
| ティア III (0–0)      | インターナショナル (0–1)     |
| ティア IV ＆ V (0–1)  | インターナショナル (0–1)     |

| 結果   | No. | 決勝日        | 大会               | サーフェス | 対戦相手                     | スコア   |
| ------ | --- | ------------- | ------------------ | ---------- | ---------------------------- | -------- |
| 準優勝 | 1.  | 2007年5月21日 | フェズ             | クレー     | ミラグロス・セケラ           | 1–6, 3–6 |
| 優勝   | 1.  | 2008年7月20日 | スタンフォード     | ハード     | マリオン・バルトリ           | 7–5, 6–3 |
| 準優勝 | 2.  | 2009年4月12日 | ポンテベドラビーチ | クレー     | キャロライン・ウォズニアッキ | 1–6, 2–6 |

## 4大大会シングルス成績
略語の説明
| W | F | SF | QF | #R | RR | Q# | LQ | A | Z# | PO | G | S | B | NMS | P | NH |

W=優勝, F=準優勝, SF=ベスト4, QF=ベスト8, #R=#回戦敗退, RR=ラウンドロビン敗退, Q#=予選#回戦敗退, LQ=予選敗退, A=大会不参加, Z#=デビスカップ/BJKカップ地域ゾーン, PO=デビスカップ/BJKカッププレーオフ, G=オリンピック金メダル, S=オリンピック銀メダル, B=オリンピック銅メダル, NMS=マスターズシリーズから降格, P=開催延期, NH=開催なし.
| 大会           | 2006 | 2007 | 2008 | 2009 | 2010 | 2011 | 2012 | 2013 | 2014 | 2015 | 2016 | 2017 | 通算成績 |
| -------------- | ---- | ---- | ---- | ---- | ---- | ---- | ---- | ---- | ---- | ---- | ---- | ---- | -------- |
| 全豪オープン   | LQ   | 1R   | LQ   | 1R   | 1R   | A    | 2R   | A    | LQ   | A    | LQ   | LQ   | 1–4      |
| 全仏オープン   | LQ   | 1R   | 3R   | 4R   | 3R   | 2R   | 3R   | A    | 1R   | A    | 1R   | LQ   | 10–8     |
| ウィンブルドン | LQ   | 1R   | 2R   | 1R   | 2R   | 1R   | 2R   | A    | 1R   | A    | A    | A    | 3–7      |
| 全米オープン   | LQ   | 1R   | 1R   | 3R   | 1R   | 1R   | 2R   | 2R   | 1R   | A    | A    | A    | 4–8      |